# Prix littéraires du Gouverneur général 2019
Les finalistes aux Prix littéraires du Gouverneur général pour 2019, un des principaux prix littéraires canadiens, ont été annoncés le 2 octobre 2019. Les lauréats ont été annoncés le 29 octobre 2019,.

## Français

### Prix du Gouverneur général: romans et nouvelles de langue française
- Mariève Maréchal, La Minotaure
- Sylvie Drapeau, La terre
- Céline Huyghebaert, Le drap blanc
- Éléonore Goldberg, Maisons fauves
- Edem Awumey, Mina parmi les ombres

### Prix du Gouverneur général: poésie de langue française
- Chloé Savoie-Bernard, Fastes
- Louise Marois, La cuisine mortuaire
- Michel Létourneau, La part habitée du ciel
- Anne-Marie Desmeules, Le tendon et l'os
- Louis-Thomas Plamondon, Portages

### Prix du Gouverneur général: théâtre de langue française
- Annick Lefebvre, ColoniséEs
- Lisa L'Heureux, Et si un soir
- Mishka Lavigne, Havre
- Rachel Gratton, La nuit du 4 au 5
- Evelyne de la Chenelière, La vie utile précédé de Errances et tremblements

### Prix du Gouverneur général: études et essais de langue française
- Sarah Brunet Dragon, Cartographie des vivants
- Antonine Maillet, Clin d'œil au temps qui passe
- Patrick Moreau, La prose d'Alain Grandbois, ou Lire et relire Les voyages de Marco Polo
- Daniel Canty, La Société des grands fonds
- Anne-Marie Voisard, Le droit du plus fort : nos dommages, leurs intérêts

### Prix du Gouverneur général: littérature jeunesse de langue française - texte
- Jean-François Sénéchal, Au carrefour
- Lucie Bergeron, Dans le cœur de Florence
- Dominique Demers, L'albatros et la mésange
- Pierre Labrie, Mon cœur après la pluie
- Édith Bourget, Où est ma maison ?

### Prix du Gouverneur général: littérature jeunesse de langue française - illustration
- Mélanie Leclerc, Contacts
- Delphie Côté-Lacroix et Stéphanie Lapointe, Jack et le temps perdu
- Lucie Papineau et Lucie Crovatto, L'escapade de Paolo
- Stéphanie Deslauriers et Geneviève Després, Laurent, c'est moi !
- Simon Boulerice et Josée Bisaillon, Le pelleteur de nuages

### Prix du Gouverneur général: traduction de l'anglais vers le français
- Nicolas Calvé, L'animal langage: La compétence linguistique humaine (Charles Taylor, The Language Animal: The Full Shape of the Human Linguistic Capacity)
- Lori Saint-Martin et Paul Gagné, Le Yiddish à l'usage des pirates (Gary Barwin, Yiddish for Pirates)
- Catherine Leroux, Nous qui n'étions rien (Madeleine Thien, Do Not Say We Have Nothing)
- Sophie Voillot, Onze jours en septembre (Kathleen Winter, Lost in September)
- Madeleine Stratford, Pilleurs de rêves (Cherie Dimaline, The Marrow Thieves)

## Anglais

### Prix du Gouverneur général: romans et nouvelles de langue anglaise
- Marianne Micros, Eye
- Joan Thomas, Five Wives
- K. D. Miller, Late Breaking (Dernière heure)
- Michael Crummey, The Innocents
- Cary Fagan, The Student

### Prix du Gouverneur général: poésie de langue anglaise
- Gwen Benaway, Holy Wild
- Julie Bruck, How to Avoid Huge Ships
- Catherine Hunter, St. Boniface Elegies
- Karen Houle, The Grand River Watershed: A Folk Ecology
- Armand Garnet Ruffo, Treaty #

### Prix du Gouverneur général: théâtre de langue anglaise
- Tetsuro Shigematsu, 1 Hour Photo
- Amanda Parris, Other Side of the Game
- Kevin Loring, Thanks for Giving
- Sean Harris Oliver, The Fighting Season
- Hannah Moscovitch, What a Young Wife Ought to Know

### Prix du Gouverneur général: études et essais de langue anglaise
- Dan Werb, City of Omens: A Search for the Missing Women of the Borderlands
- Alan Walker, Fryderyk Chopin: A Life and Times
- Brian Harvey, Sea Trial: Sailing After My Father
- Naomi K. Lewis, Tiny Lights for Travellers
- Don Gillmor, To the River: Losing My Brother

### Prix du Gouverneur général: littérature jeunesse de langue anglaise - texte
- Brian Francis, Break in Case of Emergency
- Sue Farrell Holler, Cold White Sun
- Michelle Kadarusman, Girl of the Southern Sea
- Erin Bow, Stand on the Sky
- Jo Treggiari, The Grey Sisters

### Prix du Gouverneur général: littérature jeunesse de langue anglaise - illustration
- Isabelle Arsenault, Albert's Quiet Quest
- Julie Flett, Birdsong
- Nicola Winstanley et John Martz, How to Give Your Cat a Bath
- Cary Fagan et Dena Seiferling, King Mouse
- Sydney Smith, Small in the City

### Prix du Gouverneur général: traduction du français vers l'anglais
- Louisa Blair, 887 (Robert Lepage, 887)
- Linda Gaboriau, Birds of a Kind (Wajdi Mouawad, Tous des oiseaux)
- Pablo Strauss, Synapses (Simon Brousseau, Synapses)
- Rhonda Mullins, The Embalmer (Anne-Renée Caillé, L'embaumeur)
- Sheila Fischman, Vi (Kim Thúy, Vi)